# Long Endurance Multi-intelligence Vehicle
Long Endurance Multi-Intelligence Vehicle (LEMV) er et militært hybrid luftskib udviklet af Northrop Grumman for den amerikanske hær. Luftskibets formål er at skaffe information og rekognoscering til støtte for landtropper.

## Udviling og design
Aftalen om udvikling af projektet blev underskrevet den 14. juni 2010 af U.S. Army Space and Missile Defense Command/Army Forces Strategic Command og den våbenproducenten Northrop Grumman. Luftskibet vil koste mellem 154 og 517 millioner USD, afhængi af udstyrsniveau.
Omkostningerne omfatter design, udvikling og test af luftskibet indenfor en 18 måneders peride, hvorefter luftskiet transporteres til Afghanistan for vurdering af det militære kapacitet. Aftalen indeholder muligheder for udbud af yderligere to luftskibe.
Kravene til luftskibet, der er på størrelse med en fodboldbane, er bl.a. evne til at operere i en højde på 20.000 fod, aktionsradius på 2.000 miles og evnen til at holde sig i luften 21 dage. Herudover skal luftskibet være uafhængig af landingsbaner samt bære en række forskellige sensorer og instrumenter.

## Eksterne links
- LEMV's første flyvning, 10. august 2012

| Militær | Spire Denne artikel om militær er en spire som bør udbygges. Du er velkommen til at hjælpe Wikipedia ved at udvide den. |